# Redukált állapotegyenlet

## A kritikus állapotjelzők és a van der Waals-állandók kapcsolata
A van der Waals-egyenlet elemzése alapján fontos általános következtetésre juthatunk a reális gázokra vonatkozóan. Ha az összefüggést a kritikus állapotnak megfelelő adatokkal felírjuk és kifejezzük a nyomást, az alábbi összefüggéshez jutunk:
{\displaystyle p_{\mathrm {c} }={\frac {RT_{\mathrm {c} }}{V_{\mathrm {c} }-b}}-{\frac {a}{V_{\mathrm {c} }^{2}}}\ .}
A kritikus hőmérsékletnek megfelelő izotermának inflexiós pontja van, ezért itt a függvény első és második differenciálhányados értéke nulla. Ezt a deriválási műveleteket elvégezve:
{\displaystyle {\frac {\mathrm {d} p}{\mathrm {d} V}}=-{\frac {RT_{\mathrm {c} }}{(V_{\mathrm {c} }-b)^{2}}}+{\frac {2a}{V_{\mathrm {c} }^{3}}}=0\ ,}
{\displaystyle {\frac {\mathrm {d} ^{2}p}{\mathrm {d} V^{2}}}={\frac {2RT_{\mathrm {c} }}{(V_{\mathrm {c} }-b)^{3}}}-{\frac {6a}{V_{\mathrm {c} }^{4}}}=0\ ,}
a három egyenletből a van der Waals-egyenlet a, b és R állandója segítségével a kritikus állapotjelzők kiszámíthatók:
a kritikus térfogat:  {\displaystyle V_{\mathrm {c} }=3b\ ,}
a kritikus nyomás:  {\displaystyle p_{\mathrm {c} }={\frac {a}{27b^{2}}}\ ,}
és a kritikus hőmérséklet: {\displaystyle T_{\mathrm {c} }={\frac {8a}{27bR}}\ .}
E kifejezések lehetőséget nyújtanak a kritikus adatok ismeretében a van der Waals-egyenlet állandóinak a kiszámítására is:
{\displaystyle a=3p_{\mathrm {c} }V_{\mathrm {c} }^{2}\ ,}
{\displaystyle b={\frac {V_{\mathrm {c} }}{3}}\ ,}
{\displaystyle R={\frac {8}{3}}{\frac {p_{\mathrm {c} }V_{\mathrm {c} }}{T_{\mathrm {c} }}}\ .}

## A redukált állapotegyenlet
Ha a van der Waals-egyenletben behelyettesítjük az állandók helyére a kritikus állapotjelzőkkel kifejezett adatokat, akkor a
{\displaystyle \left(p+{\frac {3p_{\mathrm {c} }V_{\mathrm {c} }^{2}}{V^{2}}}\right)\left(V-{\frac {V_{\mathrm {c} }}{3}}\right)={\frac {8}{3}}p_{\mathrm {c} }V_{c}\ {\frac {T}{T_{\mathrm {c} }}}\ .}
kifejezést kapjuk, amelyet célszerűen megszorozva
{\displaystyle {\frac {3}{p_{\mathrm {c} }V_{\mathrm {c} }}}\ .}
kifejezéssel, a
{\displaystyle \left({\frac {p}{p_{\mathrm {c} }}}+3{\frac {V_{\mathrm {c} }^{2}}{V^{2}}}\right)\left(3{\frac {V}{V_{\mathrm {c} }}}-1\right)=8{\frac {T}{T_{\mathrm {c} }}}\ .}
összefüggést kapjuk.
Bevezetve az ún. redukált állapotjelzők fogalmát:
a redukált nyomás:
{\displaystyle p_{\mathrm {r} }={\frac {p}{p_{\mathrm {c} }}}\ ,}
a redukált hőmérséklet:
{\displaystyle T_{\mathrm {r} }={\frac {T}{T_{\mathrm {c} }}}\ ,}
a redukált térfogat:
{\displaystyle V_{\mathrm {r} }={\frac {V}{V_{\mathrm {c} }}}\ ,}
és a fenti kifejezésbe ezeket behelyettesítjük, akkor a redukált állapotegyenlethez jutunk:
{\displaystyle \left(p_{\mathrm {r} }+{\frac {3}{V_{\mathrm {r} }^{2}}}\right)(3V_{\mathrm {r} }-1)=8T_{\mathrm {r} }\ .}
Ez az egyenlet nem tartalmaz egyedi állandókat, hanem az általános gáztörvényhez hasonlóan az állandói függetlenek az anyagi minőségtől. A pontossága azonban csak a van der Waals-egyenlet pontosságával egyezik meg, mert az volt a kiindulási egyenlet.

## A megfelelő állapotok tétele
A redukált állapotegyenlet alapján azt lehet állítani, hogy létezik egy olyan
{\displaystyle f(p_{\mathrm {r} },V_{\mathrm {r} },T_{\mathrm {r} })=0\ ,}
individuális állandók nélküli függvény, amely a redukált állapotjelzőkkel kifejezve, a számított állapotjelző értéke egyezik a tapasztalattal. A különféle anyagok egyéni állapotegyenlete a redukált állapotjelzők bevezetésével egységes alakúra hozható. Ha egy anyagra ismert két redukált állapotjelző, a harmadik kiszámítható.
A megfelelő állapotok tétele azt mondja ki, hogy ha két vagy több anyag redukált állapotjelzői megegyeznek, akkor azok azonos állapotban vannak.